# John Mayer Trio
John Mayer Trio är en amerikansk bluestrio bestående av John Mayer, Steve Jordan och Pino Palladino.
Bandet skapades av singer/songwritern John Mayer när han 2005 bestämde sig för att föra sin musik till en annan nivå genom att inrikta sig mer mot blues. I oktober 2005 turnerade de som förband till The Rolling Stones under några A Bigger Bang Tour-datum. I mars 2006 offentliggorde John Mayer att trion skulle splittras. Dock skulle trion framföra varje låt på Mayers nya studioalbum, Continuum, tillsammans.

## Medlemmar
- John Mayer – sång, gitarr
- Pino Palladino – basgitarr
- Steve Jordan – trummor, bakgrundssång

## Diskografi
Livealbum
- 2005 – Try!

Videoalbum
- 2008 – Where the Light Is: John Mayer Live in Los Angeles (DVD)

Singlar
- 2005 – "Who Did You Think I Was"